# Chloropteryx
Chloropteryx är ett släkte av fjärilar. Chloropteryx ingår i familjen mätare.

## Bildgalleri

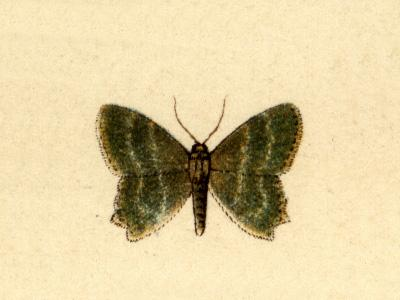
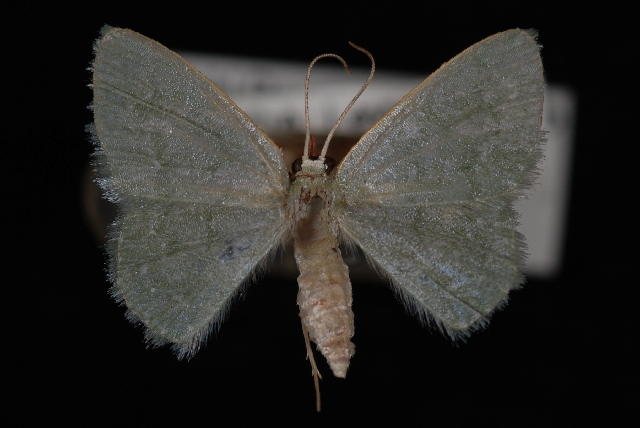
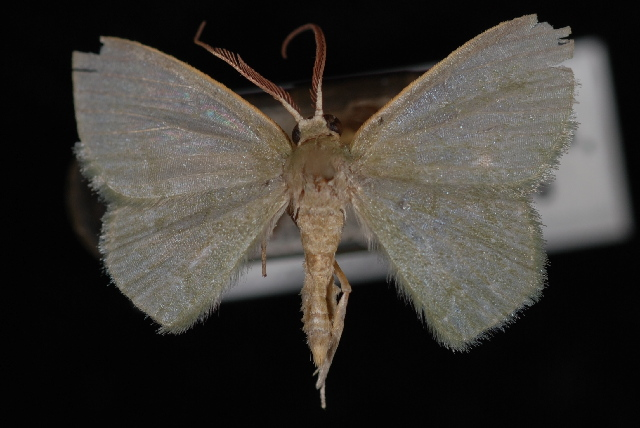
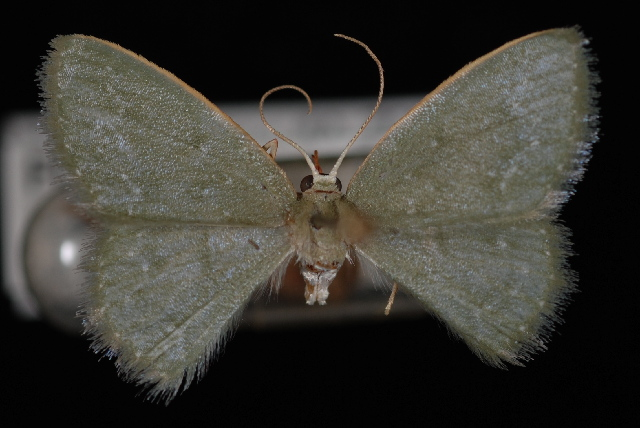

## Dottertaxa tillChloropteryx, i alfabetisk ordning[1]
- Chloropteryx acerces
- Chloropteryx albidata
- Chloropteryx anisoctena
- Chloropteryx chaga
- Chloropteryx clemens
- Chloropteryx dalica
- Chloropteryx dealbata
- Chloropteryx diluta
- Chloropteryx fontana
- Chloropteryx glauciptera
- Chloropteryx hemithearia
- Chloropteryx jalapata
- Chloropteryx languescens
- Chloropteryx lechera
- Chloropteryx longipalpis
- Chloropteryx munda
- Chloropteryx nordicaria
- Chloropteryx olvidaria
- Chloropteryx opalaria
- Chloropteryx pacifica
- Chloropteryx pallescens
- Chloropteryx paularia
- Chloropteryx productaria
- Chloropteryx punctata
- Chloropteryx punctilinea
- Chloropteryx rhodelaea
- Chloropteryx spumosaria
- Chloropteryx stigmatica
- Chloropteryx subrubens
- Chloropteryx subrufescens
- Chloropteryx tepperaria
- Chloropteryx viridicans